# Teoria das relações humanas

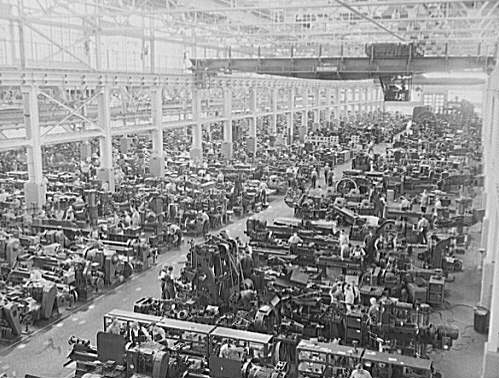
Interior de fábrica Ford River Rouge.

A Teoria das Relações Humanas, ou Escola das Relações Humanas, é um conjunto de teorias administrativas que ganharam força com a Grande Depressão criada na quebra da bolsa de valores de Nova Iorque, em 1929. Com a "Grande Crise" todas as verdades até então aceitas são contestadas na busca da causa da crise. As novas ideias trazidas pela Escola de Relações Humanas trazem uma nova perspectiva para a recuperação das empresas de acordo com as preocupações de seus dirigentes e começa a tratar de forma mais complexa os seres humanos.
Essas teorias criaram novas perspectivas para a administração, visto que buscavam conhecer as atividades e sentimentos dos trabalhadores e estudar a formação de grupos. Até então, o trabalhador era tratado pela Teoria Clássica, e de uma forma muito mecânica. Com os novos estudos, o foco mudou e, do Homo economicus o trabalhador passou a ser visto como "homo social". As três principais características desses modelos são:
- O ser humano não pode ser reduzido a um ser cujo comportamento é simples e mecânico.
- O homem é, ao mesmo tempo, guiado pelo sistema social e pelas demandas de ordem biológica.
- Todos os homens possuem necessidades de segurança, afeto, aprovação social e prestígio.

A partir de então começa-se a pensar na participação dos funcionários na tomada de decisão e na disponibilização das informações acerca da empresa na qual eles trabalhavam. Foram sendo compreendidos aspectos ligados à afetividade humana e percebeu-se os limites no controle burocrático por parte das organizações como forma de regulamentação social.

## Experiência de Hawthorne
A Escola das Relações Humanas surgiu efetivamente através da Experiência de Hawthorne, realizada numa fábrica no bairro que dá nome à pesquisa, em Chicago, EUA.
O médico e sociólogo australiano Elton Mayo, fez testes na linha de produção com 2 distintos grupos, um experimental, o qual serviria para a observação das mudanças de ambiente e o grupo de controle, onde se manteriam as condições anteriormente normais de trabalho para servir como referencia, na busca por variáveis que influenciassem, positiva ou negativamente, a produção.
O primeiro teste foi realizado para encontrar a relação entre a intensidade da luz e a produtividade. Nesse teste, porém, foi encontrada uma variável difícil de ser isolada, o fator psicológico dos trabalhadores. Por conta desse fator mudou-se o foco da pesquisa, observando o comportamento dos trabalhadores a cada pequena mudança (ex: lanches, intervalos, mudança nos incentivos e nos horários de trabalho)
As Experiência de Hawthorne geraram um novo paradigma para os administradores mundiais. Suas conclusões mais importantes são:
- Integração social como determinante da produção, ou seja, quanto maior sua integração social no grupo maior será sua vontade de produzir, ao contrário do que dizia a Escola Clássica, que coloca fatores físicos como determinantes.
- Comportamento do empregado é baseado no comportamento dos grupos e organizações informais, cada empregado não age isoladamente.
- As necessidades psicológicas e sociais e a atenção para novas formas de recompensa e sanções não-materiais.
- O despertar para as relações humanas dentro das organizações.
- A ênfase nos aspectos emocionais e não-racionais do comportamento das pessoas.
- A importância do conteúdo dos cargos e tarefas para as pessoas, eram realizadas trocas de posição para evitar a monotonia, mesmo que provocassem queda na produtividade aumentavam o moral do grupo.

## Roethlisberger & Dickson
Outros autores importantes para a Escola de Relações Humanas foram Roethlisberger e William Dickson por suas descrições das primeiras experiências em sua obra Management and the worker  no ano de 1939. Em seus experimentos nesta obra os autores observaram um grupo de homens que trabalhavam em uma "sala de equipamentos de PABX" e fizeram as seguintes observações:
- Um pequeno grupo de homens se desenvolveram espontaneamente líderes, com o consentimento do grupo.
- Este grupo era indiferente a incentivos financeiros
- Este grupo dava maior importância aos valores e costumes que aos incentivos financeiros. Os membros do grupo eram fortemente influenciados pelo código de comportamento do grupo independentemente das recompensas monetárias.

De acordo com os pesquisadores, os aspectos técnicos e humanos devem ser vistos como inter-relacionados, ou seja, além das necessidades físicas, os empregados também possuem necessidades sociais. Ainda segundo os autores, na obra acima citada, eventos e objetos no ambiente de trabalho "não podem ser tratados como coisas em si mesmas. Em vez disso eles devem ser interpretados como portadores de valores sociais", ou seja, objetos que não possuem nenhuma significância social podem em uma organização tornar-se símbolo de status e adquirir valor social.
Os autores concluiram que, quando as pessoas não são motivadas pela lógica, os sentimentos sobre as coisas de valor social tornam-se de grande importância no mundo organizacional.

## Chester Bernard
Em determinado momento nas teorias de relações há uma divisão. Surge a teoria de Recursos Humanos que o vê o ser humano como detentor de necessidades psicológicas complexas e não como um ser passivo que pode ser estimulado e controlado a partir de estimulos como as Relações Humanas descreviam até então.
O trabalho de Chester Bernard pode ser classificado entre estas duas correntes. O autor desloca a análise da organização formal para a informal. Segundo ele "as organizações informais são necessárias ao funcionamento de uma organização formal, como um meio de comunicação, coesão e proteção da integridade individual".
Sua principal obra As funções do executivo retrata as principais tensões entre o indivíduo e a organização e conclui que os sistemas de treinamento, seleção, vigilância e recompensa não são suficientes para garantir que os indivíduos cooperem com a empresa corroborando para a idéia do caráter incerto da ação humana. O autor afirma que seria necessário o desenvolvimento de valores comuns e de uma ética que gerassem comprometimento dos indivíduos com a organização.

## Teóricos
Além de Mayo, Roethlisberger, William Dickson e Chester Barnard outros teóricos ganharam destaque na Escola das Relações Humanas, como :
Mary Parker Follet, foi uma das precursoras ao analisar os padrões de comportamento e a importância das relações individuais.
Bernard criou a Teoria da Cooperação, e foi um dos primeiros a ver o homem como um ser social, dentro do ambiente de trabalho e analisar as organizações informais promovidas por eles.

## Críticas à teoria das relações humanas
As principais críticas a essa escola são:
- Ela apresenta uma visão inadequada dos problemas de relações industriais - em alguns aspectos a experiência de Hawthorne foi insegura e artificial e mesmo tendenciosa; alguns estudiosos acreditam que a origem esteja no fato de ser a teoria das relações humanas um produto da ética e do princípio democrático então existente nos Estados Unidos.
- Apesar de os Industriais tenderem a julgar sempre as conclusões de Mayo verdadeiras, estes as consideravam inaplicáveis, como citado por um deles: "Tudo isto é muito interessante, mas o que psicólogos e teóricos em geral parecem esquecer é que tenho que obter lucro e produzir bens. O bem-estar é muito justo no devido lugar, mas é, no final das contas, um problema secundário na indústria e não a sua função principal.".[1]
- Uma crítica feita pelos psicólogos é que as conclusões de Mayo são óbvias, porém Mayo, sem dúvida, tem seu mérito por tirar este conceito das ciências e aplicá-lo às práticas administrativas.
- Oposição cerrada à teoria clássica - Tudo aquilo que esta preconizava, a teoria das relações humanas negava.
- Limitação no campo experimental, sua principal crítica é a de natureza analítica. Suas pesquisas concentram-se em campos muito pequenos de variáveis e, ao estudá-las, não levam em conta as demais. Isto levou, com o tempo, a um certo descrédito de sua teoria.
- A concepção ingênua e romântica do operário - as pessoas que seguiram demonstraram que nem sempre isto ocorreu.
- A ênfase exagerada nos grupos informais colaborou rapidamente para que esta teoria fosse repensada.
- O seu enfoque manipulativo e certamente demagogo não tardou a ser descoberto e identificado pelos operários e seus sindicatos.

Ao receber tantas críticas, a teoria das relações humanas precisou de uma reestruturação que deu origem à teoria comportamental.